# 372
سنة 372 م (بالأرقام الرومانية: CCCLXXII) كانت سنة كبيسة تبدأ يوم الأحد (الرابط يظهر نموذج الجدول الزمني الكامل للسنة) من التقويم اليولياني. بدأت تسمية السنة ب372 منذ العصور الوسطى المبكرة، عندما أصبح تقويم أنو دوميني هو الأسلوب السائد في أوروبا لتسمية السنوات.

## مواليد
- كلاب بن مرة الجد الخامس للنبي محمد.

## وفيات
- هيلاريوس